# Lagoa do Carro
Lagoa do Carro est une municipalité brésilienne située dans l'État du Pernambouc.